# ألان إدواردز (راكب الكنو)
ألان إدواردز (بالإنجليزية: Alan Edwards)‏ هو راكب الكنو بريطاني، ولد في 21 أكتوبر 1943.

## وصلات خارجية
- ألان إدواردز على موقع أوليمبيديا (الإنجليزية)